# Богословский, Роман Сергеевич
Рома́н Серге́евич Богосло́вский (20 апреля 1981, Москва) — писатель и журналист.
Пишет или писал в прошлом для изданий:
«Свободная пресса»,
«Частный корреспондент»,
«Блог Перемен»,
«Русская планета»,
«Культура»,
«Липецкая газета»,
«ОМ-Саратов».
Член Союза российских писателей.
Входит в состав творческого объединения «КультБригада».
О прозе Богословского в разное время позитивно отзывались авторитетные писатели, критики, музыканты, такие как
Сергей Шаргунов,
Вадим Левенталь,
Роман Сенчин,
Алексей Колобродов,
Вадим Самойлов,
Рубанов Андрей.

## Работа
Как журналист Богословский много работает в жанре интервью. Его гостями становятся известные люди из мира политики, кино и шоу-бизнеса.

## Творчество
Произведения Богословского выходили в изданиях: «Дружба народов», «Нижний Новгород», «Окно»,
«Русское поле»,
«Новый Берег»,
«Петровский мост»,
«Literratura»,
«Литера-Днепр»,
«Новая реальность»,
евразийский литературный портал «Мегалит», в сетевом журнале «MOLOKO»,
а также в сборниках «Рассказы новых писателей-2011» «Дикси пресс», Москва,
«Рассказы новых писателей-2012» «Дикси пресс», Москва.
В январе 2013 года в издательстве «Дикси пресс» вышла дебютная книга автора под названием «Театр морд» (повесть «Мешанина» и десять рассказов).
Повесть «Мешанина» - яркая головокружительная вещь. Это вроде бы игра, но заряжает не по-детски. Автор - отличный стилист и стилизатор.Шаргунов Сергей
В январе 2015 года в издательстве «Амфора» вышла книга Романа Богословского о рок-группе «Агата Кристи» — это первая авторизованная биография группы.
В мае 2016 года в издательстве «Дикси пресс» вышла третья книга Богословского — роман «Трубач у врат зари».
«Легкая, ироничная, остроумная книжка про юность и суету новейших времен», — так отозвался о книге писатель Захар Прилепин.
В конце 2017 года в ИД «Флюид FreeFly» вышла четвёртая книга писателя — роман «Зачем ты пришла?».
Эта книга вошла в серию современной прозы «Книжная полка Вадима Левенталя». Литературный критик Людмила Геннадьевна Вязмитинова написала исследование по этому роману:
Роман Богословского «Зачем ты пришла?» гораздо более глубокий, чем может показаться на первый взгляд, и, как и роман Николаенко, затрагивает так называемую «м/ж проблему», в настоящее время ставшую одной из центральных проблем человеческой цивилизации. И, появись соответствующая этой проблеме специальная премия, он займет в ней достойное место.Людмила Геннадьевна Вязмитинова
Труды Романа довольно часто освещают СМИ Латвии, в том числе ежедневная общественно-политическая русская газета Латвии «Сегодня».
В 2019 году он стал членом Большого жюри общероссийской литературной премии «Национальный бестселлер». В 2021 в третий раз входит в номинаторы этой премии.
В 2020 году писатель выпустил сразу два произведения. Повесть «Токката и фуга» вышла в издательстве «Городец».
Вторая повесть, «Найти убийцу Нины», увидела свет в литературном журнале «Традиции и Авангард».
Также в 2020 году Роман Богословский был приглашён в оргкомитет «Всероссийской литературной премии имени А. И. Левитова».
Роман Богословский продолжает активно работать как писатель, журналист и сценарист. В 2023 году в СМИ появилась информация, что он выступил сценаристом к фильму-байопику «Хой!» о жизни и судьбе лидера «Сектора Газа» Юрия Хоя.

## Премии
Победа
- 2013 — Лауреат премии «Петровский мост», Липецк — победил в номинации «Проза и драматургия».
- 2014 — Лауреат премии «им. Демьяна-Бедного», Москва.
- 2016 — Признан «Публицистом года», Липецкая область, Липецк[25].
- 2022 — Лауреат Евразийской премии в области журналистики, литературы и медиа «МОСТ»[27]
- 2024 — Специальный приз премии имени А. Левитова «За вклад в развитие современной прозы».
- 2024 — Победа в номинации «Лучшая детско-юношеская книга» (сказка «Кружок и Мякиш в гостях у солнца») в литературной премии имени А. Липецкого.

Другое
- 2015 — Лонг-лист литературной премии Национальный бестселлер за роман «Трубач у врат зари»[28]
- 2018 — Лонг-лист литературной премии Национальный бестселлер за роман «Зачем ты пришла?».[29]
- 2024 — Шорт-лист премии имени А. Левитова за рассказ «Снежинка на карандаше».

## Произведения
- Богословский Р. С. Театр морд. Повести и рассказы. — Москва: Дикси пресс, 2013. — 192 с. — (Современная новелла). — ISBN 9785905490095.
- Богословский Р. С. Агата Кристи. Иллюстрированная история группы / под ред. М.  Решетиной. — Москва: Амфора, 2015. — 95 с. — (Легенды нашего рока). — ISBN 9785367034165.
- Богословский Р. С. Трубач у врат зари. — Москва: Дикси пресс, 2016. — 224 с. — (Романы от Дикси). — ISBN 9785905490316.
- Богословский Р. С. Зачем ты пришла? / под ред. А. В. Топоровой. — Москва: ИД «Городец», 2018. — 192 с. — (Книжная полка Вадима Левенталя). — ISBN 9785906827449.
- Богословский Р. С. Токката и фуга. — Москва: ИД «Городец», 2020. — 192 с. — (Книжная полка Вадима Левенталя). — ISBN 9785907220508.
- Богословский Р. С. Найти убийцу Нины. — Традиции & Авангард. — 2020.
- Богословский Р. С. , Клинских И. Ю. Хой! Опасный путь через туман. — Москва: «Молода́я гва́рдия», 2022. — 352 с. — ISBN 9785235045781.
- Богословский Р. С. «Гангсталкер» (повесть и рассказы). — ООО «Издательство + дизайн-бюро «ред.», 2023. — 251 с.
- Богословский Р. С. , Богословская О. Р. Кружок и Мякиш в гостях у Солнца. — Москва: «Городец», 2024. — 64 с. — ISBN 9785907641433.